# Ула
Ула (блр. Ула; рус. Улла) белоруска је река и лева притока реке Западне Двине (део басена Балтичког мора).
Ула је отока Лепељског језера из којег отиче код града Лепеља, одакле тече у правцу севера преко територија Горњоберезинске низије, Чашничке равнице и Полацке низије, и након 123 km тока улива се у реку Западна Двина код села Ула. Просечан проток воде у зони ушће је око 25,4 m³/s.
Просечна ширина речног корита је око 30 метара, местимично и до 50 метара, док је приобална равница широка око 100 метара (у нижим деловима тока око 400 метара).
Највећа притока је река Усвејка.
На њеним обалама леже градови Чашники и Лепељ.